# Галвестон (острво)
Галвестон (енгл. Galveston Island) је острво САД које припада савезној држави Тексас. Површина острва износи 166 km². Према попису из 2000. на острву је живело 58175 становника.